# Огист Мишел Леви
Огист Мишел Леви (фр. Auguste Michel-Lévy; 7. август 1844 — 27. септембар 1911) био је француски геолог.

## Биографија
Рођен је 7. август 1844. у Паризу. Био је генерални инспектор рударства и директор Геолошког завода Француске. Одликован је истраживањима екструзивних стена и њиховом микроскопском структуром и пореклом. Рано је употребио поларизацијски микроскоп за идентификацију минерала. У многим својим доприносима у научним часописима је описао гранулит, а бавио се и пегматитом, вариолитом, фелситом на Пиринејима, изумрлим вулканима Централне Француске, гнајсом и шистом.
Написао је Structures et classification des roches éruptives (1889), али је његова детаљнија испитивања спровео Фердинан Фуке. Заједно су писали о вештачкој производњи фелдспата, нефелина и других минерала, а такође и метеорита, и написали су Minéralogie micrographique: roches éruptives françaises (1879) и Synthése des minéraux et des roches (1882). Леви је, такође, сарађивао са Антоаном Лакроаом у Les Minéraux des roches (1888) и Tableau des minéraux des roches (1889).
Био је пионир у употреби бирефрингенције за идентификацију минерала у танком пресеку помоћу петрографског микроскопа. Широко је познат по табели боја интерференције која дефинише боје интерференције из различитих редова дволомног зрачења.
Такође је створио шеме класификације магматских стена које су обрачунавале њихову минералогију, текстуру и састав, и показао је да магматске стене различитих минералогија могу настати из истог хемијског састава, са различитим условима кристализације.